# Campeonato Europeu de Atletismo em Pista Coberta de 1992
O 22º Campeonato Europeu de Atletismo em Pista Coberta foi realizado no Palasport di Genova, em Génova, Itália, nos dias 28 de fevereiro e 1 de março de 1990. 35 nações participaram do torneio com 439 atletas em 27 modalidades

## Medalhistas
Masculino 
| Evento               | Ouro                         | Ouro     | Prata                   | Prata    | Bronze                                 | Bronze   |
| 60 m                 | Jason Livingston (GBR)       | 6.53     | EUN Vitaliy Savin       | 6.54     | Michael Rosswess (GBR)                 | 6.62     |
| 200 m                | Nikolay Antonov (BUL)        | 20.41    | Daniel Sangouma (FRA)   | 20.64    | EUN Aleksandr Goremykin                | 21.09    |
| 400 m                | Slobodan Branković (YUG)     | 46.33    | Andrea Nuti (ITA)       | 46.37    | David Grindley (GBR)                   | 46.60    |
| 800 m                | Luis Javier González (ESP)   | 1:46.80  | José Arconada (ESP)     | 1:47.16  | Tonino Viali (ITA)                     | 1:47.22  |
| 1500 m               | Matthew Yates (GBR)          | 3:42.32  | EUN Sergey Melnikov     | 3:42.44  | Branko Zorko (CRO)                     | 3:42.85  |
| 3000 m               | Gennaro Di Napoli (ITA)      | 7:47.24  | John Mayock (GBR)       | 7:48.47  | José Luis González (ESP)               | 7:48.92  |
| 60 m com barreiras   | Igors Kazanovs (LAT)         | 7.55     | Tomasz Nagórka (POL)    | 7.69     | Jiří Hudec (TCH)                       | 7.72     |
| 5000 m marcha        | Giovanni De Benedictis (ITA) | 18:19.97 | EUN Frants Kostyukevich | 18:25.40 | Stefan Johansson (SWE)                 | 18:27.95 |
| salto em altura      | Patrik Sjöberg (SWE)         | 2.38     | Sorin Matei (ROM)       | 2.36     | Ralf Sonn (GER) · Dragutin Topić (YUG) | 2.29     |
| salto com vara       | EUN Pyotr Bochkaryov         | 5.85     | István Bagyula (HUN)    | 5.80     | EUN Konstantin Semyonov                | 5.60     |
| salto em comprimento | EUN Dmitriy Bagryanov        | 8.12     | Konstantin Krause (GER) | 8.04     | Jarmo Kärnä (FIN)                      | 7.96     |
| triplo salto         | EUN Leonid Voloshin          | 17.35    | Serge Hélan (FRA)       | 17.18    | EUN Vasiliy Sokov                      | 17.01    |
| arremesso do peso    | EUN Aleksandr Bagach         | 20.75    | EUN Oleksandr Klymenko  | 20.02    | Klaus Bodenmüller (AUT)                | 19.99    |
| heptatlo             | Christian Plaziat (FRA)      | 6418     | Robert Změlík (TCH)     | 6118     | Antonio Peñalver (ESP)                 | 6062     |

Feminino 
| Evento               | Ouro                       | Ouro     | Prata                            | Prata    | Bronze                    | Bronze   |
| 60 m                 | EUN Zhanna Tarnopolskaya   | 7.17     | Anelia Nuneva (BUL)              | 7.29     | EUN Nadezhda Roshchupkina | 7.31     |
| 200 m                | EUN Oksana Stepicheva      | 23.18    | Iolanda Oanta (ROM)              | 23.23    | Sabine Tröger (AUT)       | 23.35    |
| 400 m                | Sandra Myers (ESP)         | 51.21    | EUN Olga Bryzgina                | 51.48    | EUN Yelena Golesheva      | 52.07    |
| 800 m                | Ella Kovacs (ROM)          | 1:59.98  | EUN Inna Yevseyeva               | 2:00.26  | EUN Yelena Afanasyeva     | 2:00.69  |
| 1500 m               | EUN Yekaterina Podkopayeva | 4:06.61  | EUN Lyubov Kremlyova             | 4:06.62  | Doina Melinte (ROM)       | 4:06.90  |
| 3000 m               | Margareta Keszeg (ROM)     | 8:59.80  | EUN Tatyana Samolenko-Dorovskikh | 9:00.15  | Rita Marquard (GER)       | 9:00.99  |
| 60 m barreiras       | EUN Lyudmila Narozhilenko  | 7.82     | Monique Ewanjé-Épée (FRA)        | 7.99     | Yordanka Donkova (BUL)    | 8.03     |
| 3000 m marcha        | EUN Alina Ivanova          | 11:49.99 | Ileana Salvador (ITA)            | 11:53.23 | Beate Anders (GER)        | 11:55.41 |
| salto em altura      | Heike Henkel (GER)         | 2.02     | Stefka Kostadinova (BUL)         | 2.02     | EUN Yelena Yelesina       | 1.94     |
| salto em comprimento | EUN Larysa Berezhna        | 7.00     | Marieta Ilcu (ROM)               | 6.74     | Ljudmila Ninova (AUT)     | 6.60     |
| salto triplo         | EUN Inessa Kravets         | 14.15    | Sofiya Bozhanova (BUL)           | 13.98    | Helga Radtke (GER)        | 13.75    |
| arremesso de peso    | EUN Natalya Lisovskaya     | 20.70    | Svetla Mitkova (BUL)             | 20.06    | Astrid Kumbernuss (GER)   | 19.37    |
| pentatlo             | Liliana Nastase (ROM)      | 4701     | Petra Vaideanu (ROM)             | 4677     | Urszula Włodarczyk (POL)  | 4651     |

## Quadro de medalhas
| Ordem | País             | Medalha de ouro | Medalha de prata | Medalha de bronze | Total |
| ----- | ---------------- | --------------- | ---------------- | ----------------- | ----- |
| 1     | Equipa Unificada | 12              | 8                | 7                 | 27    |
| 2     | Roménia          | 3               | 4                | 1                 | 8     |
| 3     | Itália           | 2               | 2                | 1                 | 5     |
| 4     | Reino Unido      | 2               | 1                | 2                 | 5     |
| 5     | Espanha          | 2               | 1                | 1                 | 4     |
| 6     | Bulgária         | 1               | 3                | 1                 | 5     |
| 7     | Alemanha         | 1               | 1                | 4                 | 6     |
| 8     | França           | 1               | 3                | 1                 | 5     |
| 9     | Suécia           | 1               | 0                | 1                 | 2     |
| 9     | Iugoslávia       | 1               | 0                | 1                 | 2     |
| 11    | Letônia          | 1               | 0                | 0                 | 1     |
| 12    | Tchecoslováquia  | 0               | 1                | 1                 | 2     |
| 12    | Polónia          | 0               | 1                | 1                 | 2     |
| 14    | Hungria          | 0               | 1                | 0                 | 1     |
| 15    | Áustria          | 0               | 0                | 3                 | 3     |
| 16    | Croácia          | 0               | 0                | 1                 | 1     |
| 16    | Finlândia        | 0               | 0                | 1                 | 1     |